# ال‌ای دات کام
ال‌ای دات کام یا ال‌ای.کام (انگلیسی: Le.com) و (چینی: 乐视网) که به صورت قانونی شرکت اطلاعات اینترنتی لشی یا شرکت فناوری بیجینگ نیز شناخته می‌شود یک شرکت فناوری چینی است، و یکی از بزرگترین شرکت‌های ویدئویی آنلاین در چین است. دفتر مرکزی شرکت در چائویانگ، پکن مستقر است.
لشی اینترنت قبلاً به عنوان ال‌ای‌تی‌وی (LeTV) به جای ال‌ای.کام در زبان انگلیسی تجارت می‌کرد. با این حال، لشی اینترنت هنوز هم با نام تجاری لشی ویدئو در چین فعالیت می‌کند.